# Stazione di Kintetsu-Hatta
La stazione di Kintetsu-Hatta (近鉄八田駅?, Kintetsu-Hatta-eki) è una stazione che si trova nel quartiere di Nakamura-ku a Nagoya, in Giappone. Presso di essa passa la linea Kintetsu Nagoya, e fermano solamente i treni locali, con una frequenza media di 3 treni all'ora, che diventano 4 o 5 durante l'ora di punta. Nelle vicinanze si trova la stazione di Hatta dove è possibile interscambiare con la linea Higashiyama della metropolitana di Nagoya e con la linea Kansai della JR Central.

## Linee
Ferrovie Kintetsu
■ Linea Kintetsu Nagoya

## Struttura
La stazione è realizzata in viadotto, e dispone di due marciapiedi a isola con quattro binari passanti. I due binari supplementari vengono utilizzati per permettere il passaggio veloce dei treni espressi che non fermano in questa stazione. Il mezzanino si trova al piano terra, ed è collegato alle banchine da scale fisse, mobili e ascensori.
| 1-2 | ■ Linea Kintetsu Nagoya | per Kanie, Kuwana, Yokkaichi, Tsu e Ise-Nakagawa |
| 3-4 | ■ Linea Kintetsu Nagoya | per Kintetsu-Nagoya                              |

## Stazioni adiacenti
| «                     | Servizio              | »                     |
| Linea Kintetsu Nagoya | Linea Kintetsu Nagoya | Linea Kintetsu Nagoya |
| --------------------- | --------------------- | --------------------- |
| Kasumori              | Locale                | Fushiya               |
| Transito              | Semiespresso          | Transito              |
| Transito              | Espresso              | Transito              |